# Islote Silva
Die Islote Silva (spanisch; in Argentinien Islote Kay) ist eine unbewachsene Felseninsel vor der Danco-Küste des Grahamlands auf der Antarktischen Halbinsel. Sie liegt 1,5 km südwestlich des Mount Pénaud und 8 km südöstlich des Kap Sterneck in der Hughes Bay.
Wissenschaftler der 1. Chilenischen Antarktisexpedition (1946–1947) benannten sie. Hier wie auch bei der argentinischen Namensgebung ist der weitere Benennungshintergrund nicht überliefert.